# Достоєве
Достоєве (біл. Дастоева) — агромістечко в Білорусі, в Іванівському районі Берестейської області. Орган місцевого самоврядування — Молодівська сільська рада.

## Географія
Розташоване над річкою Стругою, за 10 км на північ від залізничної станції Янів-Поліський.

## Історія
Вперше згадується 1452 року як поселення Пинського князівства. У 1506 році потрапило у власність до панів Іртищів, які пізніше стали відомі як Достоєвські. Біля села розташоване урочище Козацькі Могили, яке за переказом пов'язане з повстанням Северина Наливайка. На початку XVIII століття належало Ордам, Гедройцям.
У 1921 році село входило до складу гміни Поріччя Пінського повіту Поліського воєводства Польської Республіки.

## Населення
За переписом населення Білорусі 2009 року чисельність населення села становило 555 осіб.
Станом на 10 вересня 1921 року в селі налічувалося 124 будинки та 692 мешканці, з них:
- 328 чоловіків та 364 жінки;
- 674 православні, 18 юдеїв;
- 676 «тутейших», 12 білорусів та 4 особи іншої національності.

## Культура
У селі при будинкові культури діє музична школа, при школі — літературно-краєзнавчий музей.